# みんな頑張ってる
「みんな頑張ってる」（みんながんばってる）は、2018年3月14日にソニー・ミュージックレコーズから発売された遊助の24枚目のシングル。

## 概要
前作「雑草より」から約4か月ぶりのシングル。
表題曲の「みんな頑張ってる」は初のフォークソングの応援ソングとなっており、ライブなどでは遊助がアコースティックギターを弾きながら歌うことがある。
デビュー以来ワーストとなるオリコン順位（週間最高17位）の記録となってしまった。

## 販売形態
- 初回生産限定盤A
  - CD+DVD
- 初回生産限定盤B
  - CD+DVD
- 通常盤
  - CDのみ
  - トレカランダム封入

## 収録曲

### 初回生産限定盤A
CD
1. みんな頑張ってる
作詞：遊助、作曲：佐藤嘉風・野崎有真
2. 僕だけの love story
作詞：遊助、作曲：HINATAspring・遊助
3. Feel it
作詞： 遊助、作曲：Daisuke "D.I" Imai
4. みんな頑張ってる -Instrumental-

DVD
1. 「みんな頑張ってる」Music Video

### 初回生産限定盤B
CD
1. みんな頑張ってる
2. 僕だけの love story
3. Feel it
4. みんな頑張ってる -Instrumental-

DVD
1. ひまわり荘6

### 通常盤
CD
1. みんな頑張ってる
2. 僕だけの love story
3. Feel it
4. 愛と夢と風と君
作詞：遊助、作曲：CHI-MEY